# Carmelitas Descalzas de Nogoyá
El Monasterio de las Carmelitas Descalzas de Nogoyá es un convento de monjas carmelitas ubicado en calle Illia 918 de la ciudad de Nogoyá (Entre Ríos, Argentina) que cobró notoriedad mediática luego de que tres exreligiosas denunciaran a las autoridades del convento por malos tratos, lo que trajo como consecuencia un allanamiento al monasterio, hecho que tuvo gran repercusión nacional e internacional.

## Fundación
Este convento, cuyo nombre completo es "Monasterio de la Preciocísima Sangre y de Nuestra Señora del Carmen", fue fundado el 13 de octubre de 1991 por un grupo de siete hermanas llegadas del Carmelo de Concordia. El grupo estaba encabezado por la hermana María de los Ángeles (Elena de la Serna, fallecida el 30 de julio de 2012), quien fue además la primera priora de este monasterio.

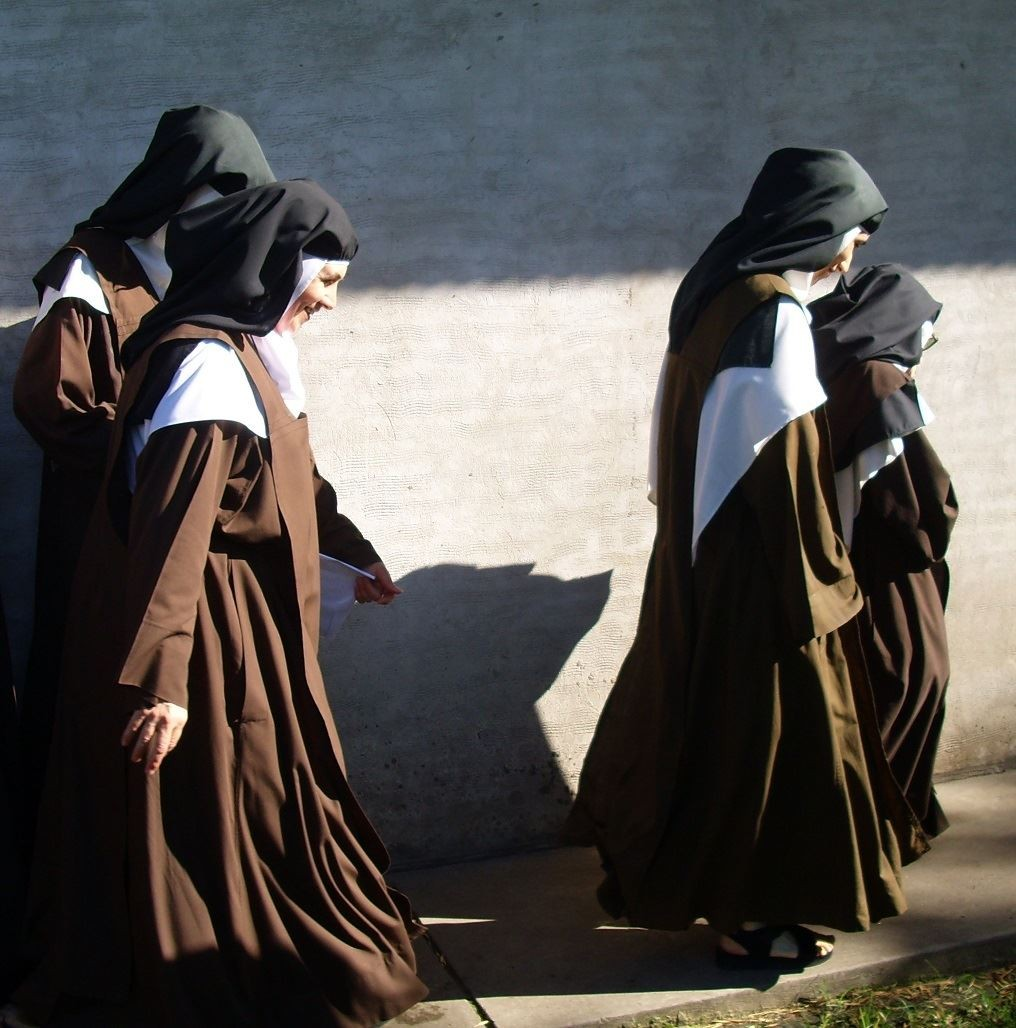
De izquierda a derecha: hna. Belén, hna. María Isabel, hna. Itatí y hna. María de los Ángeles (año 2008)

## Causa contra la hermana María Isabel
El 25 de agosto de 2016 salió publicada una nota en la revista quincenal Análisis, dirigida por el periodista Daniel Enz, en la cual algunas exreligiosas denunciaban a las autoridades del convento por malos tratos físicos y psicológicos. Tomando como base este informe, ese mismo día la justicia de la provincia de Entre Ríos realizó un allanamiento al convento en el cual se secuestraron cilicios, flagelos, una mordaza, una copia de las "Constituciones de 1990" (por las cuales se rigen las monjas) y un libro de actas. Luego se le toma testimonial a las exreligiosas denunciantes y se la imputa a quien en ese momento era la priora del convento, hermana María Isabel de la Santísima Trinidad (cuyo nombre civil es Luisa Toledo) por el cargo de privación ilegítima de la libertad agravada en tres hechos. La justicia además ordenó el alejamiento de la religiosa del monasterio, la cual se trasladó al Carmelo de Roque Sáenz Peña, en la provincia de Chaco.
En la actualidad, a raíz de lo que se denomina un conflicto negativo de competencia (la justicia federal y la justicia provincial rehúsan ejercer la investigación del caso), el asunto deberá ser dirimido por la Suprema Corte de Justicia.

## El monasterio en la actualidad
Por su parte, el Papa Francisco ordena una investigación eclesiástica y en octubre de 2016 decreta la intervención del monasterio y la separación de la hermana María Isabel de sus funciones de priora. Hoy día el convento está habitado por catorce hermanas (eran dieciocho al momento del allanamiento). Ellas se dedican a la oración, el trabajo con imágenes, la confección de ornamentos sagrados y la repostería. 

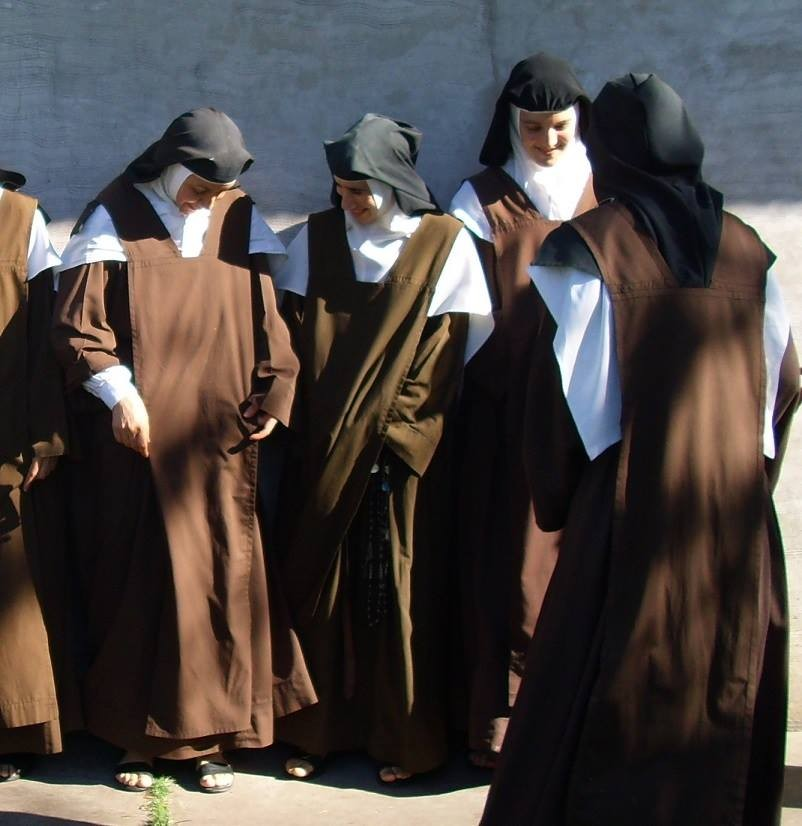
Carmelitas de la comunidad de Nogoyá